# 71 a.C.

## Eventos
- Públio Cornélio Lêntulo Sura e Cneu Aufídio Orestes, cônsules romanos.
- Quarto ano da Terceira Guerra Mitridática contra Mitrídates VI do Ponto, sob o comando geral do general Lúculo.
  - Depois de sua derrota na Batalha de Cabira, Mitrídates foge para o Reino da Armênia, governado por Tigranes, o Grande, seu genro.
  - Lúculo pacifica a Bitínia e conquista a Armênia Menor.
- Terceiro e último ano da Terceira Guerra Servil contra Espártaco. 
  - No comando de nove legiões, Crasso encurrala Espártaco e suas forças em Brútio e os aniquila, encerrando a revolta.
- Os romanos tentam atacar Creta, mas são derrotados. Apesar disto, seu comandante, que morreu de doença, recebe o epíteto Crético (Marco Antônio Crético).
- Antíoco Asiático, filho de Antíoco Pio, que estava há dois anos em Roma, com seu irmão, tentando convencer o Senado de suas pretensões ao Egito, vai para a Sicília, e é despojado de seus bens por Caio Licínio Verres, o governador.
- Depois de sofrerem vários massacres promovidos pelos fariseus, os amigos de Alexandre Janeu denunciam-nos à Rainha Alexandra. O líder deles era o irmão mais novo de Alexandra, Aristóbulo. A rainha deu a eles o comando de várias cidadelas.

## Nascimentos
- Imperador Suinin -- foi o 11º Imperador do Japão, na lista tradicional de sucessão.

## Mortes
- Calístrato, secretário de Mitrídates, assassinado pelos soldados romanos após ser capturado.
- Marco Antônio Crético, após tentar, sem sucesso, derrotar os piratas cretenses.